# Syrinx (organ)
 For alternative betydninger, se Syrinx. (Se også artikler, som begynder med Syrinx)
Syrinx er navnet for det organ hos fuglene, der anvendes til frembringelse af lyde. Organet består af en bruskagtig struktur nederst i luftrøret og indeholder ikke stemmebånd som i strubehovedet hos pattedyr. Lyden dannes ved at membraner, og undertiden også en omgivende luftsæk, kommer i svingninger, når fuglen tvinger luft igennem. Syrinx kontrolleres af et eller flere par muskler. Flest muskler findes hos sangfuglene.
Tonehøjden reguleres ved at ændre på membranernes spænding. Desuden kan både tonehøjde og lydstyrke ændres ved hjælp af udåndingsluftens hastighed. Nogle fuglearter kan kontrollere begge sider af syrinx uafhængigt af hinanden, hvilket anvendes til tostemmig (duet) sang med sig selv.